# Tonacatepeque
Tonacatepeque is een stad en gemeente in El Salvador met 144.000 inwoners, gelegen in het departement San Salvador.